# Forte de Santa Tecla
O Forte de Santa Tecla localizava-se perto do rio Negro, próximo ao rio Piraízinho, atual município de Bagé, no estado brasileiro do Rio Grande do Sul. As fundações remanescentes foram tombadas pelo Instituto do Patrimônio Histórico e Artístico Nacional.

## História
No contexto da invasão espanhola de 1763-1776, o governador da Província de Buenos Aires, D. Juan José de Vértiz y Salcedo, liderou, em 1773, uma coluna espanhola com destino à Coxilha Grande. No início de 1774, atingiram Santa Tecla, posto avançado da estância de São Miguel das Missões. Nesse local, estratégico para o controle do trânsito das tropas que cruzavam a região, foi ordenado ao engenheiro Bernardo Lecocq a construção de uma fortificação. GARRIDO (1940) atribui-lhe muralhas de treze palmos de altura e fosso profundo, nomeando quatro baluartes: Santo Agostinho e São Miguel, a Leste, sete palmos a cavaleiro das cortinas que os ligavam aos de São João Batista e São Jorge, e ao meio-baluarte de São Francisco (op. cit., p. 150). As muralhas foram levantadas com leivas de barro socado (taipa) e as construções, de pau-a-pique, distribuídas em torno da praça de armas no terrapleno. O barranco do rio Negro servia-lhe de proteção natural pelo lado norte.
Após vinte e seis dias de cerco por forças portuguesas sob o comando do sargento-mor Rafael Pinto Bandeira (filho de Francisco Pinto Bandeira), rendeu-se a 23 de Março de 1776, sendo incendiado e arrasado no dia seguinte (SOUZA, 1885:132). Uma planta posterior a essa época, resume: "Plano da Fortaleza de Santa Tecla, feita de taipa pelos castelhanos em um sítio eminente, e descoberto nos anos de 1774 e 1775, e rendida, arrasada e queimada pelos portugueses em o mês de março de 1776 (...)".
O vice-rei do Brasil D. Luiz de Vasconcellos e Souza, acerca do progresso das demarcações devidas pelo Tratato de Santo Ildefonso (1777, informa:
"Com a contradição manifesta aos sobreditos artigos [4, 5 e 6º do Tratado de Santo Ildefonso, 1777] pretendeu o comissário espanhol no progresso das demarcações das principais vertentes do rio Negro e Piraí, que o Forte de S. Tecla, situado dentro do espaço intermédio, ficasse pertencendo à Espanha, torcendo-se e estreitando-se a linha divisória para a parte de Portugal, a fim de ficar salva a pequena distância de três quartos de légua, em que se acha o dito forte, depois de assinalados os limites de ambas as nações. Conserva-se presentemente este forte em tão mau estado, que nada perde [a] Espanha em se arrasar e demolir: os seus parapeitos estão por terra em quase todo o recinto, o seu fosso no nível da campanha, e os seus quartéis mal servem de abrigo a uma guarnição de quarenta homens. A sua construção sempre foi [a] de um forte de campanha ou de registro, com figura irregular pentagônica, composto de três baluartes e de dois meio baluartes construidos de torrão, sem maior resguardo. A única utilidade que alucina aos espanhóis para se conservar o dito forte, se reduz a impedir os contrabandos das inumeráveis cabeças de gado vacum de que abundam aquelas grandes campanhas: mas é certo que existindo semelhante fortificação no meio de uma região deserta, e cruzada além disso de tantas estradas e veredas, para Maldonado, Montevidéu, Missões, Rio Grande e Rio Pardo, nem se podem conseguir aquelas aparentes vantagens, nem também deixarão de ocorrer motivos de discórdia entre os vassalos dos dois domínios, por ficar aquela vigia tão próxima da linha divisória por parte de Portugal, e tão remota e separada das outras povoações pertencentes à Espanha, infringindo-se conseqüentemente as regras mais certas da recíproca segurança, que o mesmo Tratado prescreve. (...) de comum acordo se entrou a demarcar o terreno compreendido entre as vertentes do Ibucuí-guassu até às imediações da falda meridional do Monte-Grande. Então é que conheceu o nosso comissário que, aceitando a nova proposição que lhe fez o seu concorrente, de admitir o curto espaço de légua e meia entre os limites do terreno neutral, se podiam melhor adiantar e estender os domínios de S. M., sem se embaraçar entretanto, com a única objeção de ficar inteiramente salvo e fora dos limites daquelas reservas o sobredito insignificante Forte de S. Tecla, que em qualquer caso de dever ou não existir, não embaraçava o recurso do expediente proposto, e só podia servir de obstáculo para não se verificarem as conhecidas utilidades, que se representavam para Portugal naquela demarcação."
E, sobre o assunto, conclui:
"Não deixa contudo de fazer algum obstáculo [à demarcação] o dito Forte de S. Tecla, por não exceder ali o terreno neutral a curta distância de légua e meia, ficando posto e aquela vigia em um lugar tão arriscado, e tão próximo à linha divisória, contra a forma estipulada no art. 6º. Mas nem por isso deixou o primeiro marco do lado da Espanha de ficar muito contíguo ao dito forte, que não deixara por esse motivo de vir a ser demolido, como se deve esperar da prevenção com que D. José Varella tem premeditado mudá-lo para um dos três cerros de Bahé, que existem pouco mais de três léguas ao sudeste da linha divisória.".
Devido ao seu valor estratégico, o forte foi reconstruído pelos espanhóis em 1778, e novamente tomado e destruído pelo Regimento de Cavalaria de Dragões do Rio Grande do Sul, sob o comando de Patrício Corrêa da Câmara, em 1801.
Atualmente restam vestígios das antigas fundações em pedra, tombadas pelo Instituto do Patrimônio Histórico e Artístico Nacional desde 1970, em terreno pertencente à Prefeitura do Município de Bagé.